# Вест-Баунтіфул (Юта)
Вест-Баунтіфул (англ. West Bountiful) — місто (англ. city) в США, в окрузі Девіс штату Юта. Населення — 5917 осіб (2020).

## Географія
Вест-Баунтіфул розташований за координатами 40°54′6″ пн. ш. 111°54′29″ зх. д. / 40.90167° пн. ш. 111.90806° зх. д. (40.901738, -111.908086).  За даними Бюро перепису населення США в 2010 році місто мало площу 8,45 км², з яких 8,42 км² — суходіл та 0,03 км² — водойми.

## Демографія
Згідно з переписом 2010 року, у місті мешкало 5265 осіб у 1584 домогосподарствах у складі 1351 родини. Густота населення становила 623 особи/км².  Було 1622 помешкання (192/км²).
Расовий склад населення:
| - 93,5 % — білих - 0,8 % — азіатів - 0,6 % — вихідців з тихоокеанських островів - 0,5 % — корінних американців - 0,3 % — чорних або афроамериканців - 1,9 % — осіб інших рас |

До двох чи більше рас належало 2,3 %. Частка іспаномовних становила 4,6 % від усіх жителів.
За віковим діапазоном населення розподілялося таким чином: 31,3 % — особи молодші 18 років, 61,8 % — особи у віці 18—64 років, 6,9 % — особи у віці 65 років та старші. Медіана віку мешканця становила 31,6 року. На 100 осіб жіночої статі у місті припадало 100,6 чоловіків;  на 100 жінок у віці від 18 років та старших — 99,3 чоловіків також старших 18 років.
Середній дохід на одне домашнє господарство  становив 86 454 долари США (медіана — 82 373), а середній дохід на одну сім'ю — 90 930 доларів (медіана — 83 408). Медіана доходів становила 56 321 долар для чоловіків та 37 688 доларів для жінок. За межею бідності перебувало 3,7 % осіб, у тому числі 4,3 % дітей у віці до 18 років та 4,8 % осіб у віці 65 років та старших.
Цивільне працевлаштоване населення становило 2854 особи. Основні галузі зайнятості: освіта, охорона здоров'я та соціальна допомога — 20,9 %, науковці, спеціалісти, менеджери — 10,9 %, роздрібна торгівля — 10,2 %.